# Fleece (Stoff)

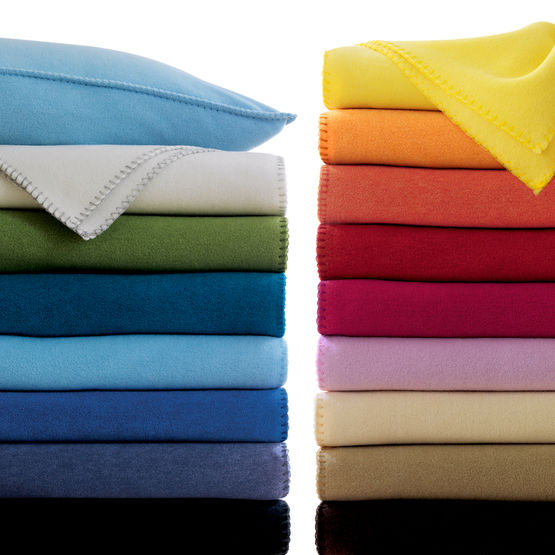
Fleece-Decken

Fleece (englisch für Flausch) ist eine ein- oder beidseitig geraute Wirkware aus Polyester(PES)-Mikrofasern. 1979 wurde der Stoff von Malden Mills Industries Inc. (USA) vorgestellt. Nach dem Konkurs des Unternehmens im Jahr 2007 übernahm die neu gegründete Polartec, LLC die Produktion.

## Eigenschaften und Verwendung
Bei Fleece handelt es sich um Maschenware mit flauschigem, vliesähnlichen Charakter der Bindungsgruppe Rechts/Links (RL). Bei der Bindung werden Plüschhenkel gebildet, die anschließend aufgeschnitten und aufgeraut werden. Da Fleece ähnlich wie das deutsche Wort „Vlies“ ausgesprochen wird, treten im deutschen Sprachraum häufig Verwechslungen mit Vliesstoff auf. Fleece wird hauptsächlich für wärmende Funktionsbekleidung im Natursport sowie Outdoor-Bekleidung verwendet, etwa in Jacken, Hosen, Mützen, Handschuhen, aber auch Decken. Zu den verschiedenen Arten von Fleece gehören Antipilling-Fleece (das kaum verfilzt), Baumwollfleece, Softshell-Fleece, Strickfleece, Doubleface Fleece (zweilagig) oder Wellness Fleece (extra weich).
Fleecestoffe zeigen folgende Eigenschaften, die sie besonders als Alternative zu Wollstoffen verwendbar machen:
- besonders hohes Wärmeisolationsvermögen bei geringem Gewicht
- widerstandsfähig und damit langlebig
- weitgehend knitterfrei und elastisch
- wasserabweisende Oberfläche und sehr schnell trocknend, aber nicht wasserdicht
- weich auf der Haut
- recyclingfähig, teilweise auch schon aus Recyclingfasern hergestellt
- nicht winddicht, daher zusätzliche Membran notwendig

Im Gegensatz zu Wolle
- zeigen sie eine starke elektrostatische Aufladung
- sind sie sehr empfindlich gegen Hitze wie Feuer und Funken[5]

## Kritik
Fleece ist eine der Ursachen für die Entstehung von Mikroplastik, das besonders die Weltmeere verschmutzt. Bei jedem Waschvorgang lösen sich Kunststofffasern aus den Wäschestücken, die von Kläranlagen nicht vollständig entfernt werden können. Derartige Partikel wurden weltweit im Sediment von 18 Stränden gefunden, keine einzige Probe war frei davon.

## Bildergalerie

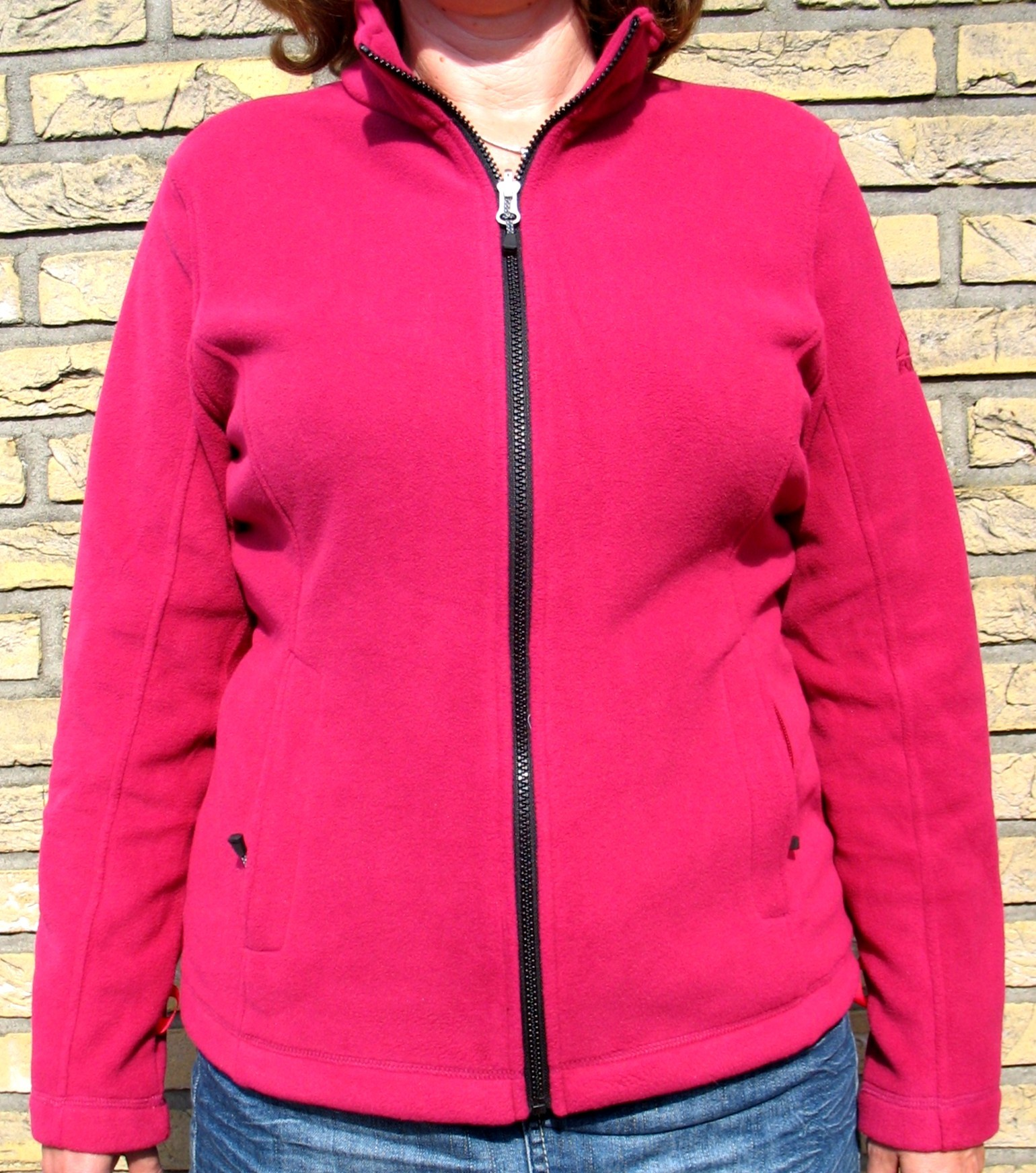
Jacke
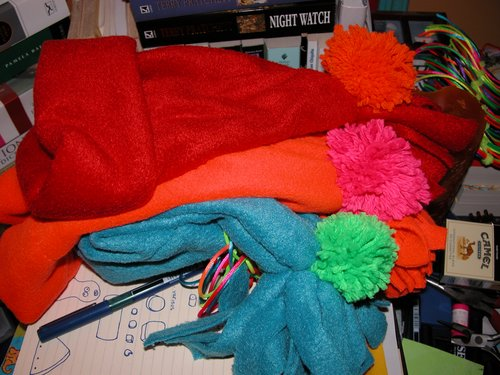
Mützen
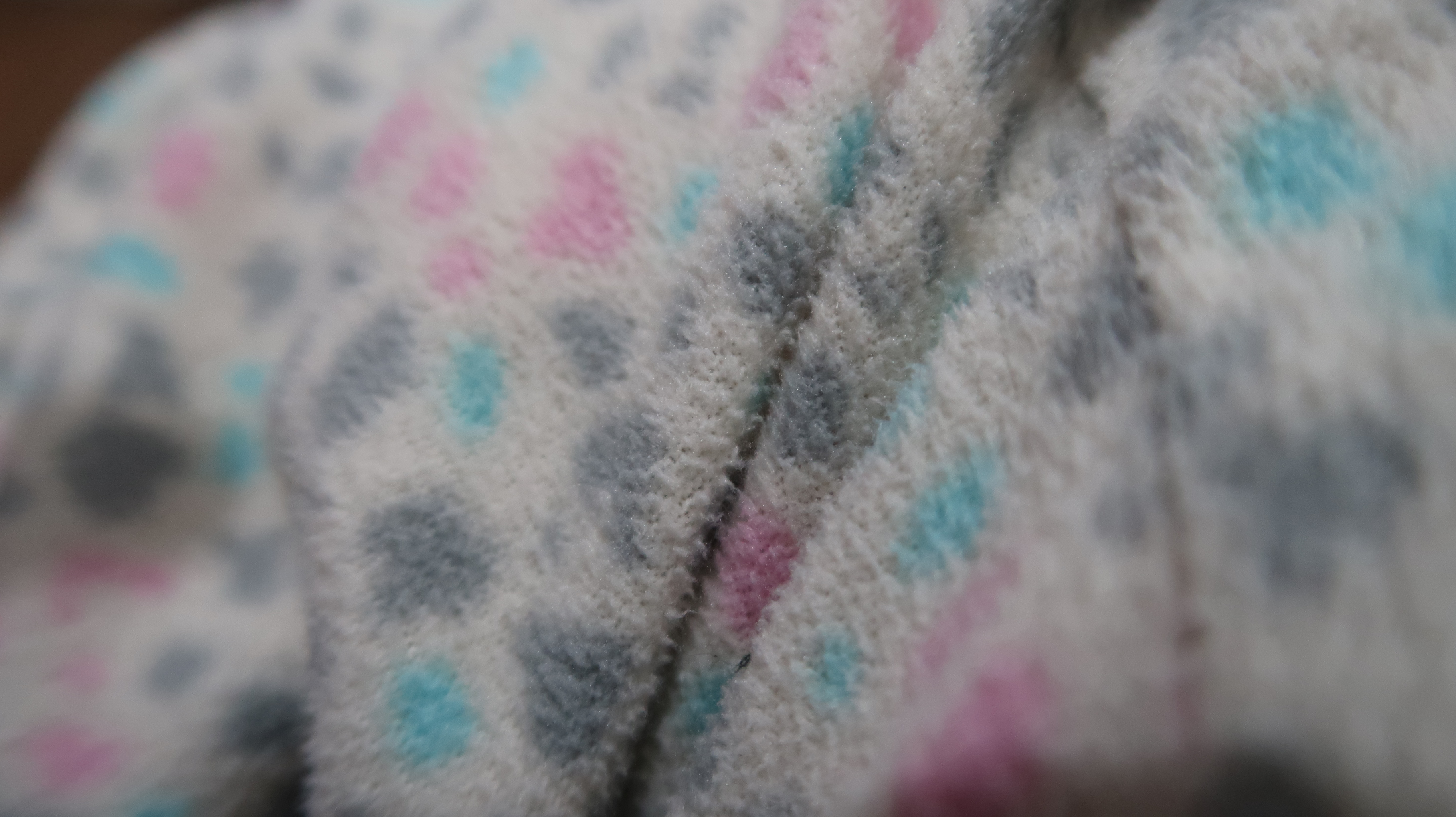
Textur